# Gaston Maquis
Gaston Samuel Maquis, né le 19 avril 1860 à Montpellier et mort le 29 mars 1908 à Hyères, est un auteur-compositeur et chansonnier français.

## Biographie
On lui doit les musiques de nombreuses chansons de la fin du XIXe siècle et du début du XXe sur des paroles, entre autres, de lui-même, d'Henry Drucker, René Esse, Paul Briollet, Octave Pradels, Eugène Héros, Léo Lelièvre, Raphaël Adam, Hector Sombre ou Gabriel Montoya, interprétées par Jules Mévisto, Anna Thibaud, Jack Lantier, etc. 
Plusieurs de ses chansons ont été enregistrées.
On lui doit aussi des valses et des marches.
Fréhel reprend la chanson Bonsoir amie dont il a composé la musique en 1906.